# Njeärrivärri
Njeärrivärri är en kulle i Finland.   Den ligger i den ekonomiska regionen Norra Lappland och landskapet Lappland, i den norra delen av landet, 1 000 km norr om huvudstaden Helsingfors. Toppen på Njeärrivärri är 371 meter över havet, eller 95 meter över den omgivande terrängen. Bredden vid basen är 2,4 km.
Terrängen runt Njeärrivärri är huvudsakligen platt, men åt sydväst är den kuperad.  Trakten runt Njeärrivärri är nära nog obefolkad, med mindre än två invånare per kvadratkilometer.